# Riede
Riede là một đô thị ở huyện Verden, trong bang Niedersachsen, nước Đức. Đô thị Riede có diện tích 26,88 km².